# Geophis dunni
Geophis dunni är en ormart som beskrevs av Schmidt 1932. Geophis dunni ingår i släktet Geophis och familjen snokar. Inga underarter finns listade i Catalogue of Life.
Arten förekommer i kommunen Matagalpa i Nicaragua. Området ligger 700 till 1600 meter över havet. Vid fyndplatsen växer molnskog. Denna orm gräver antagligen liksom andra släktmedlemmar i marken och i lövskiktet. Honor lägger troligtvis ägg.
Arten är endast känd från en individ som hittades i magsäcken av korallormen Micrurus nigrocinctus. IUCN kategoriserar arten globalt som otillräckligt studerad.